# هادی بکوش
هادی بکوش (عربی: الهادي البكوش؛ زاده ۱۵ ژانویهٔ ۱۹۳۰ – درگذشته ۲۱ ژانویه ۲۰۲۰) یک سیاست‌مدار اهل تونس بود. بکوش در حمام سوسه یک شهر ساحلی در شمال شرقی تونس متولد شد و از هفتم نوامبر ۱۹۸۷ تا ۲۷ سپتامبر ۱۹۸۹ نخست‌وزیر تونس بود .  او رهبری حزب سوسیالیست اشتراکی را تا ۱۹۸۸ برعهده داشت و سپس نام آن را به «برقراری دموکراسی مشروطه» تغییر داد.
هادی بکوش در ۲۱ ژانویه ۲۰۲۰، در سن ۹۰ سالگی درگذشت.

### افتخارات خارجی
- الجزایر :مدال افتخار جمهوری الجزایر
- لبنان : بالاترین نشان افتخار لبنان
- اردن : مدال افتخار اردن
- مراکش : مدال افتخار مراکش
- رومانی :بالاترین نشان نظامی رومانی
- فنلاند : نشان فرمانده درجه یک فنلاند
- نیجر :نشان شوالیه نیجر

## انتشارات
- L'agression française contre Sakiet Sidi Youssef, Tunis, ed. Institut supérieur d'histoire du mouvement national, ۲۰۰۸
- En toute franchise, Tunis, ed. Sud Éditions, ۲۰۱۸